# Xylophone

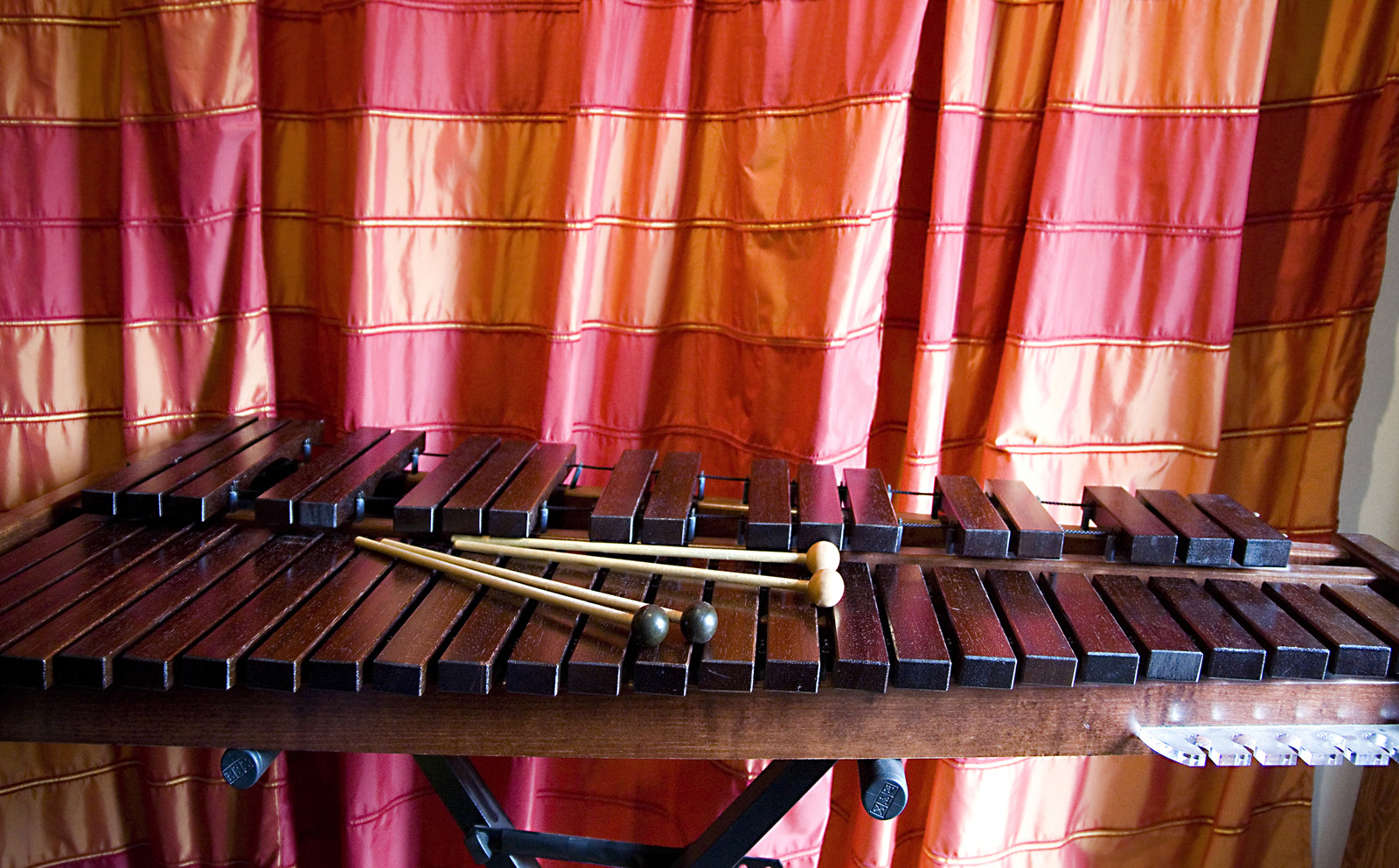
Xylophone contemporain, avec deux paires de maillets différents

Le xylophone est un instrument de musique constitué de lames qu'on frappe avec de petits maillets. Son nom, un néologisme du XIXe siècle, agglomère les racines grecques xylo : bois et phon : son.
À l'origine, les lames étaient toujours en bois. Il en reste ainsi dans la langue savante, bien qu'aujourd'hui on appelle aussi xylophones tous les petits jouets musicaux de forme identique, même quand leurs lames sont métalliques. Cet article ne traite que des instruments à lames de bois.
L'accord des lames dépend de l'échelle musicale en usage. Dans la musique européenne, les xylophones, accordés selon une échelle pentatonique, heptatonique, diatonique ou chromatique, sont surtout représentés dans la musique populaire jusqu'au XIXe siècle. L'instrument acquiert ensuite une forme stable, avec lamelles disposées comme les touches d'un clavier. En musique classique, on utilise un instrument sans résonateurs ; avec résonateurs tubulaires accordés, on l'appelle souvent marimba, en référence à l'Amérique centrale.

## Description

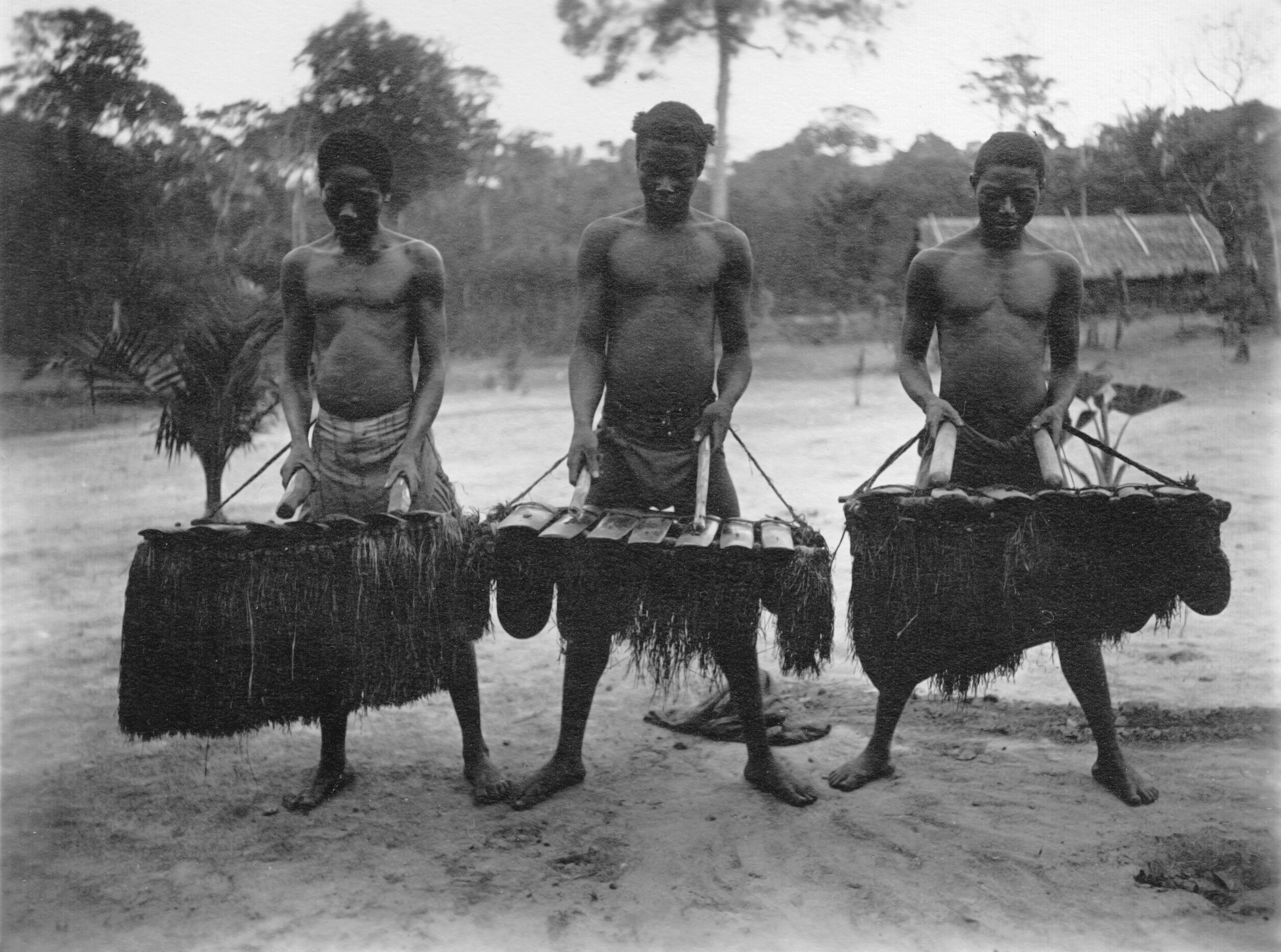
Xylophones au Cameroun, photo de 1914.

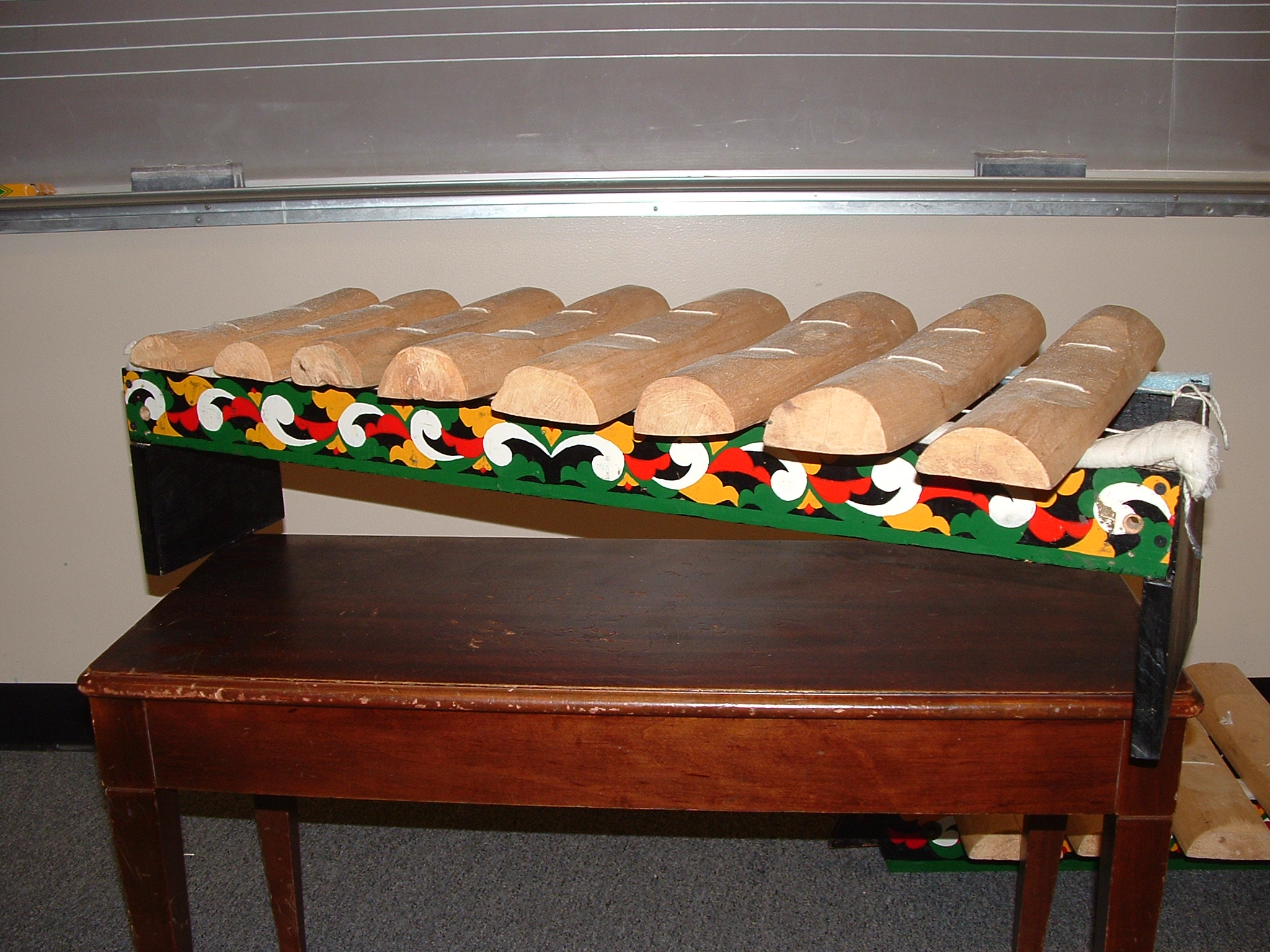
Un xylophone philippin, kulintang a kayo.

Le xylophone de la musique orchestrale européenne moderne est bien défini dans sa forme, son timbre et son accord, moins dans sa gamme. Avant le XXe siècle et d'un pays à l'autre ces caractéristiques sont très variables, et on peut considérer que le terme xylophone désigne une catégorie d'instruments basés sur les notes produites par des lames de bois.
Dans la classification organologique de Hornbostel-Sachs, les xylophones sont des idiophones, plus précisément des lamellophones. Des xylophones différents et désignés par divers noms se trouvent en certaines régions de l'Afrique, en Asie du Sud-Est, en Europe, et en Amérique. Il s'en construit dans des tailles variant d'une trentaine de centimètres à plus d'un mètre cinquante. La disposition des lames est axiale ou transversale. Ils peuvent inclure des résonateurs, comme le balafon ouest-africain et le marimba bantou adopté en Amérique latine. La frappe se fait d'ordinaire avec une ou deux baguettes ou un bâton dans chaque main, mais ce n'est pas un élément de définition de l'instrument. Dans certaines traditions musicales, l'instrument se joue à deux, comme l'amadinda ougandais.
Les lames des xylophones sont constituées, comme l'étymologie du mot l'indique, de bois. Les essences utilisées sont le plus fréquemment le palissandre, noyer, érable, bois résineux ou le padouk d’Afrique. Récemment, des fabricants ont utilisé un matériau composite, la fibre de carbone ou la fibre de verre, mélangés ou non à des poudres de bois.
Les lames ont une surface suffisante pour ne pas avoir besoin, comme les cordes des instruments cordophones, d'une table d'harmonie ou d'une caisse de résonance, pour qu'on entende leur vibration. Elles sont fixées sans couplage à un châssis par de la ficelle, souvent avec des coussins en paille, ou bien suspendues par des cordes entrecroisées comme un tissu. Du point de vue mécanique, la lame est une poutre vibrant librement sous de nombreux modes non harmoniques. L'inharmonicité est d'autant plus prononcée que le bois a une réaction non-linéaire. Les lames sont coupées à une longueur déterminée par le plan de l'instrument, puis la note est ajustée pour correspondre au mode principal, en creusant la partie centrale. La faible durée de résonance et l'inharmonicité des modes de vibration ne permettent pas un accord très précis. Helmholtz explique le premier cette inharmonicité connue depuis longtemps. Selon le psychologue E.W. Scripture, le son isolé d'une lame n'est pas perçu comme une note, alors que la succession fait entendre une mélodie.
Le nombre des lames varie de trois à plusieurs dizaines.
En musique occidentale, la disposition des lames est le plus souvent semblable à celle d'un instrument à clavier comme le piano : la rangée de lames inférieure correspond aux notes naturelles de la gamme diatonique, et la rangée de lames supérieure compose les notes altérées de la gamme chromatique. En Afrique, la disposition des lames favorise souvent certaines séquences ; dans ce cas, elles ne sont pas disposées dans l'ordre des notes, mais pour favoriser l'exécution ces séquences. L'accord des xylophones non-européens a fait l'objet de nombreux travaux et controverses.
On frappe en général les lames au moyen de baguettes ou maillets terminées par une sphère en plastique ou en bois, couverte ou non de feutre, de cuir ou de caoutchouc. La nature de l'outil de percussion, plus ou moins dur et plus ou moins pointu, change notablement la sonorité de l'instrument.
Les résonateurs, quand il y en a, sélectionnent des partiels et allongent la durée du son. En Afrique, des timbres sont incorporés aux résonateurs, comme dans une caisse claire, pour enrichir le son par une vibration non harmonique.

### Tessiture
Le xylophone a une tessiture qui va de 2,5 à 4 octaves, avec une prépondérance à 3,5 octaves.
Avec une tessiture plus grande, de fa3 à do7, il devient alors un xylorimba,.

## Historique
Le xylophone est un instrument ancien, dont la présence est attestée au IXe siècle, en Asie du Sud-Est . Il est présent au XIVe siècle, en Afrique de l'Ouest (le Sosso bala, au Mali) et en Indonésie.

### Europe

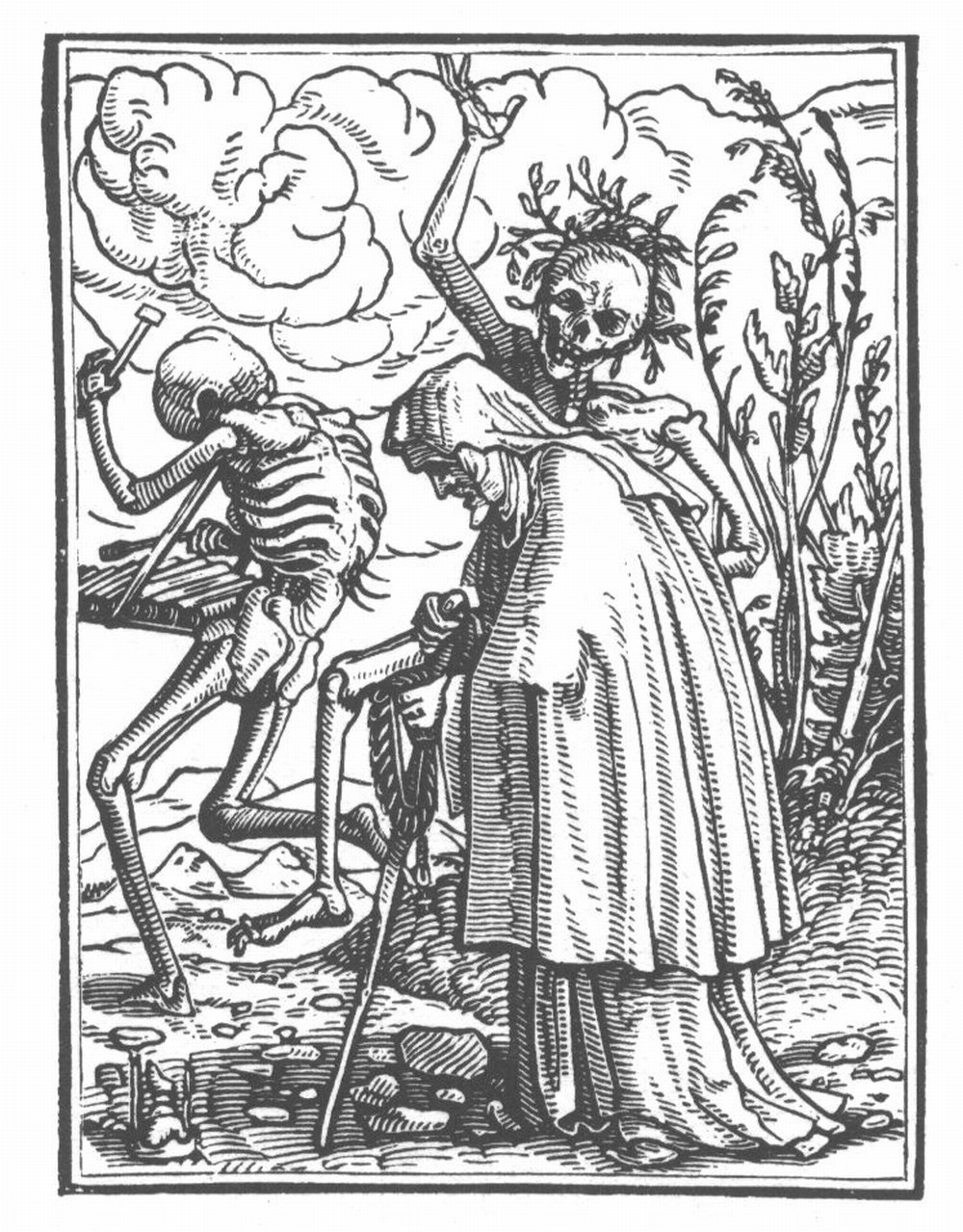
Hans Holbein le Jeune : Danse macabre (1525). Un xylophone est suspendu au cou de la mort.

Certains voient dans le psithyre  ou psythyra de la Grèce antique, un instrument lié au culte d'Aphrodite, un xylophone en forme d'échelle, d'une trentaine de centimètres, tenu par le montant et joué de l'autre main sur les barreaux ; cette interprétation se base sur un texte de Pollux et des représentations sculptées ou peintes ; mais la plupart des auteurs pensent qu'il s'agit d'un râcloir de bois.
La première trace certaine d’un xylophone dans la musique européenne remonte à 1511. Arnolt Schlick mentionne un registre « hŭltze glechter », c'est-à-dire claquebois – dans son Spiegel der Orgelmacher und Organisten. Ensuite, Martin Agricola présente  dans Musica instrumentalis deudsch, (1528) un « Strohfiedel (de) » avec 25 lames, sur trois octaves diatoniques ; Michael Praetorius (Syntagma Musicum, 1619) parle et également de cet instrument. Marin Mersenne donne dans L'Harmonie universelle (1636) une description précise de xylophones de plusieurs sortes qu'il appelle claquebois, patouille, regale de bois et eschelettes. Ces descriptions se retrouvent dans les ouvrages postérieurs. La regale était un instrument à anches battantes, comme l'harmonica ; Mersenne décrit la regale de bois, populaire en Flandres, un meuble semblable à l'épinette ayant un clavier de dix-sept touches sur deux octaves et une tierce, chacune des touches étant une mailloche frappant la lame de bois vers le haut et retombant par son propre poids. Fontenelle décrit identiquement le claquebois en 1732. L’échelette, de Turquie et d'ailleurs, est plus rudimentaire, on tient la petite échelle suspendue d'une main et on la frappe de l'autre. Mersenne précise que lorsqu’on en joue bien, il procure autant de plaisir que n’importe quel autre instrument[réf. souhaitée]. L'échelette, instrument populaire, apparaît au milieu du XVIIIe siècle sur la scène de l'Opéra. Dans certaines représentations, elle est fixée verticalement des épaules à un support à la ceinture et jouée des deux mains.
Bien que mentionné dans ces quatre traités, le xylophone n’est, en Europe jusqu'à la fin du XIXe siècle, qu’un instrument rudimentaire de musicien ambulant, ou un jouet. Il « n’apparaît que parmi les accessoires de fêtes populaires telles que les carnavals ; il est aussi l’attribut habituel de la mort dans les représentations de danses macabres », par exemple celle de Hans Holbein le Jeune. En 1852, l’instrument est encore mentionné dans Les Danses des morts de J.G. Kastner.

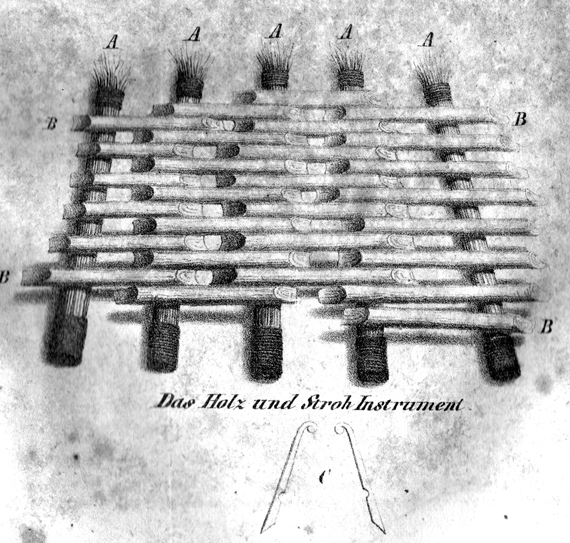
L'instrument de Gusikov

Au cours du XIXe siècle, des musiciens présentent des xylophones, qui sont en eux-mêmes une attraction. Le Polonais Josef Gusikov, qui suscita l’admiration de Mendelssohn et de Chopin et l'ironie de Liszt, avait un instrument de sa propre confection, qu'il appelait « harmonica de bois et de paille ». Le terme traduit mot à mot l'allemand « Holz und Stroh Harmonica », synonyme de « Strohfiedel », vielle de paille. Il suscita la perplexité et l'émerveillement. Gusikov mort prématurément, son compatriote Jacobwski Sankson reprend son spectacle. La France musicale commente : « [Il] s’est fait entendre dans plusieurs maisons [à Saint-Quentin] où son talent est apprécié. […] la rapidité des gammes, la volubilité des arpèges, l’éclat des notes aigües et la belle qualité des basses surpassent tout ce qu’on a pu entendre jusqu’ici dans ce genre. Il est difficile de croire que M. Sankson soit parvenu à tirer des sons aussi mélodieux d’un instrument composé tout simplement de vingt-quatre morceaux de bois de sapin, et de quatre rouleaux de paille, sur lesquels il frappe avec deux petites baguettes. Cela a tout l'air d'une plaisanterie, mais c'est bien réel ».
En 1866, le musicien Théodore Bonnay met au point un instrument et monte un spectacle avec son fils. Il invente le terme « xylophone ». L'instrument est lancé, et huit ans plus tard, toute la presse l'identifie dans la Danse macabre de Saint-Saëns. L'ethnographie pourra se servir du terme pour décrire les xylophones exotiques.
En 1885 les « Concerts tyroliens » établissent la vogue du xylophone. Chromatique, sur deux octaves et une quarte, il est disposé comme un tympanon.
C'est vers cette époque que le xylophone de concert acquiert sa disposition reprenant celle du clavier chromatique sur deux à cinq octaves.
Des jeux de xylophone ont été intégrés à des instruments de musique automatiques Wurlitzer.
Les fabricants d'instruments de qualité, bénéficiant des progrès du calcul des lames pour obtenir une vibration plus harmonique, renforcée par des résonateurs tubulaires accordés, ont souvent préféré désigner leurs instruments comme marimba, ainsi qu'on l'appelle en Amérique centrale plutôt que comme « xylophone », comme les jouets pédagogiques ou et les instruments de groupes folkloriques.
De nos jours, des fabricants remplacent le bois par un matériau composite, moins variable et moins sensible à l'humidité que le bois.

### Afrique
On trouve des descriptions de xylophones dans les récits de voyageurs, diplomates et missionnaires dès le XIVe siècle, avec une certaine variété de formes et de noms. La plupart ont des résonateurs faits en calebasse et munis de timbres ; ils ont de quatre à plus de vingt lames, accordés suivant des échelles qui varient selon les régions et se jouent soit isolément, soit en ensemble. En Afrique de l'Ouest, la tradition orale fait remonter le Sosso bala à l'empire du Mali, où Ibn Battuta a décrit son usage dans le chant de louange des griots.
Le capucin Cavazzi décrit le xylophone marimba au Congo vers 1670. rimba ou limba désigne un objet plat saillant, le préfixe ma indique le pluriel. L'aire de diffusion de l'instrument s'étend en zone de langues bantoues jusqu'à la Zambie avec le Silimba.
Au milieu du XIXe siècle, l'expansion coloniale française en Afrique de l'Ouest apporte de Casamance le mot balante « balafon », décrit comme une « espèce d'harmonica à lames de bois », qui servira longtemps en France pour désigner tous les xylophones à résonateurs africains, quelle que soit leur constitution et d'où qu'ils viennent.

À l'époque moderne, les xylophones à résonateurs en calebasse sont tellement associés à la musique africaine en général qu'ils ont fait l'objet d'invention de la tradition. Ils sont intégrés avec d'autres instruments, de régions où ils sont étrangers, dans des ensembles « panafricains », pour lesquels des partitions sont écrites. Au Zimbabwe, aucune des traditions musicales n'en utilisait. Le marimba, dans sa version transatlantique, qui ne prêtait à aucune accusation de préférence ethnique, a été transformé vers 1960, par un acte volontaire et collectif, afin de servir à la création d'une musique nationale. Ce marimba réintègre les timbres dans les résonateurs, et suit une échelle musicale européenne.
À Madagascar, les femmes jouent un xylophone sans résonateur, l'atranatrana dont une variante se retrouve aux Philippines[réf. souhaitée]. Une des musiciennes pose les lames directement sur ses cuisses.

### Amérique
La traite négrière vers l'Amérique espagnole et portugaise exporte plusieurs sortes de xylophones, qui vont se mêler aux traditions européennes pour y constituer des instruments originaux, sous le nom marimba, d'origine bantoue. Au Brésil, ce mot désigne aussi un autre lamellophone, dérivé également d'un instrument bantou, le mbira, et, dans certaines régions, l'arc musical berimbau.
En Amérique centrale, du Chiapas à la Colombie, les musiciens ont notablement rapproché le marimba arrivé d'Afrique des instruments mélodiques européens. En remplaçant les résonateurs en calebasse suspendus sous les lames par des résonateurs tubulaires, quelquefois en bambou, puis en taillant ces résonateurs à la longueur de tuyaux d'orgue pour les accorder, ils ont augmenté la durée du son et renforcé les partiels harmoniques, le rapprochant ainsi des instruments à cordes européens, dont ils ont aussi adopté la forme et la disposition des notes. Le marimba en conserve un son distinctif et son caractère d'instrument de percussion joué avec des baguettes, mais il est chromatique et tient un rôle beaucoup plus mélodique.
Le marimba suit l'immigration latino-américaine aux États-Unis où il fait l'objet de recherches et de nombreux brevets. Le marimba modernisé tend à se séparer du xylophone, terme qui désigne désormais plutôt l'instrument sans résonateurs[réf. souhaitée].
En Colombie, des ensembles de marimba accompagnent la danse « currulao ». La musique de marimba et les chants traditionnels de la région sud du Pacifique colombien ont été inscrits au patrimoine culturel immatériel de l'humanité par l'UNESCO en 2010.

### Asie
Les récits de voyageurs arabes et européens ainsi que les archives des pays de la péninsule indochinoise et des îles d'Asie du Sud-Est y attestent de la présence ancienne de xylophones richement décorés.
En Birmanie, Thaïlande et Laos, ils sont constitués d'une série de lames disposées au-dessus d'un résonateur global en forme de bateau. En Indonésie, ils exploitent la forme tubulaire des bambous. Les sections taillées à des longueurs différentes sont frappées directement.
Le kulintang a kayo philippin, avec moins de notes et sans résonateur, est attesté également depuis plusieurs siècles. Le Gabbang, fabriqué en bambou, existe jusqu'à nos jours[réf. souhaitée].

## Répertoire
Parfois utilisé par contraste en alternance avec le vibraphone, dès le XIXe siècle, le xylophone aussi appelé marimba quand il a des résonateurs tubulaires, s'emploie dans les musiques classiques, traditionnelles, de salon, de cirque, puis dans la musique de film et de dessin animé.

### Musique classique

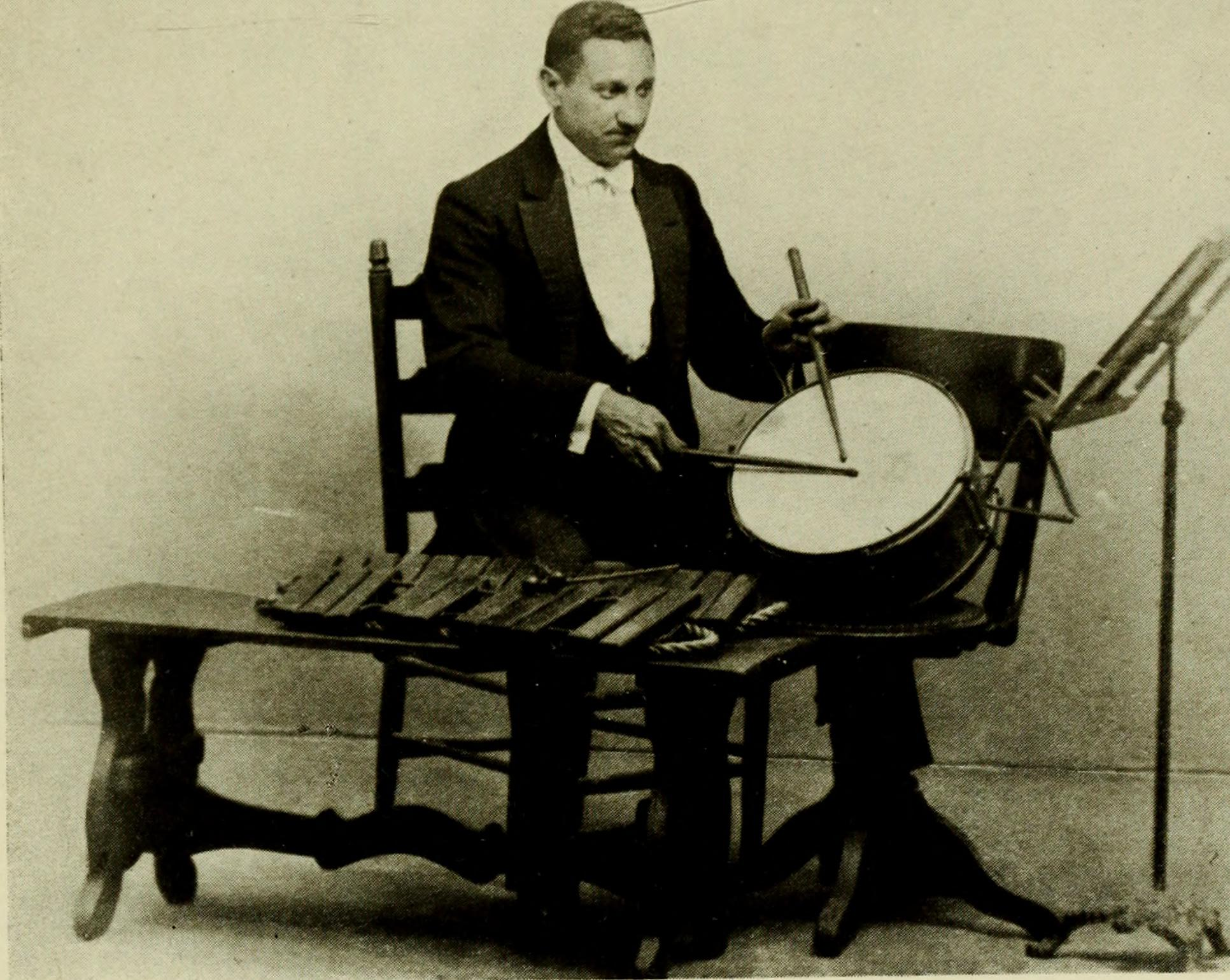
Percussionniste dans The Orchestra and Its Instruments (1917)

L'instrument fait sa première apparition dans l’orchestre symphonique classique en 1874, dans la Danse macabre de Saint-Saëns où il illustre l'entrechoquement des os de squelettes humains qui dansent dans la nuit. Douze ans plus tard, en 1886, Saint-Saëns le réutilise dans Fossiles (Dinosaures, brontosaures, nabuchodonosors et autres trésors) douzième numéro du Carnaval des animaux. Par la suite, d’autres compositeurs classiques l’incluent dans leurs œuvres, comme Gustav Mahler dans sa 6e symphonie (1903-1904), Giacomo Puccini dans son opéra Madame Butterfly (1904), Richard Strauss dans Salome également un opéra (1905), Edward Elgar The Wand of Youth deux suites pour orchestre symphonique (1908), Claude Debussy dans le deuxième mouvement Ibéria des Images pour orchestre (1909) ou Igor Stravinsky dans son ballet L'Oiseau de feu (1909-1910).
Comme Saint-Saëns qui lui confie un « effet descriptif », proche du bruitage, les compositeurs utilisent le xylophone, particulièrement au théâtre musical, en raison de son inharmonicité, de sa différence avec les instruments respectables de l'orchestre symphonique. Ils suivent en cela Berlioz, qui écrit des instruments de percussion à sons mélodique qu'on en tire des « effets pittoresques et dramatiques ». Edmond Locard s'en émeut : « Chez Isidore de Lara ce vice s'exagère jusqu'au grotesque avec le rôle invraisemblable donné à la batterie, au glockenspiel, au tam-tam, au xylophone, à tout ce qui est bruyant, bizarre, exceptionnel, d'allure canaille et faubourienne ». Des appréciations moins explicites, mais aussi péjoratives, ont accompagné la plupart des introductions d'un instrument peu conforme à la Théorie de la musique, « qui donne des bruits plutôt que des sons » avant et après 1900. Puis, peut-être grâce à l'amélioration de l'instrument, il est plus apprécié, tout en conservant ses associations avec le folklore.
Au XXe siècle, les compositeurs inspirés par les traditions populaires tireront parti de formes distinctes de xylophones. Béla Bartók (Le Mandarin merveilleux, Musique pour cordes, percussion et célesta), travaillait à partir des musiques populaires d'Europe centrale (« Strohfiedel (de) ou Gygelyra ») ; Darius Milhaud (Concerto pour marimba et vibraphone) proposait des formes musicales inspirées par les cultures afro-américaines (xylophone et marimba).
Paul Hindemith, Maurice Ravel (Daphnis et Chloé), Michael Tippett, Olivier Messiaen (Sept haïkaï, Réveil des oiseaux), Pierre Boulez, Hans Werner Henze ou Carl Orff lui confieront des partitions, parfois difficiles d’exécution.
D'un instrument voué aux effets, joué par le percussionniste d'un orchestre symphonique, le xylophone est devenu plus banal et généraliste. Sa fabrication a évolué, et il fait l'objet d'un enseignement particulier. Des spécialistes ont adapté pour xylophone ou marimba des pièces du répertoire baroque ou classique.

### Musique populaire
Le xylophone, avec d'autres signes comme le vêtement ou le langage, sert de marqueur pour désigner une musique folklorique. Les instruments doivent être typiques d'Europe centrale, d'Amérique centrale, d'Afrique ou Asie du Sud-Est, ou du Pays basque comme le Txalaparta, correspondant à l'origine affirmée par le groupe. Toujours réputé primitif par rapport aux instruments modernes, le xylophone l'ancre dans une identité musicale, qui lui permet à la fois de se distinguer des autres formations de musique populaire qui cherchent à capter l'attention du même public, et de rapprocher son style des formes familières qu'attend ce public.
Dans cette fonction, l'instrument n'est que vaguement raccordé aux cultures qui l'ont cultivé. Le Strohfiedel joué autrefois au Tyrol et par les musiciens itinérants klezmers et tsiganes en Europe centrale justifie ainsi, parfois à la surprise de l'ethnomusicologue, des xylophones dans des orchestres de folklore russe, bavarois, tyrolien ou grecs ; ou bien le marimba au milieu des mariachis.
La musique légère a utilisé avec profusion le xylophone, dans les mêmes emplois que la musique classique. La musique pop le mélange à l'occasion aux guitares électriques. Sa sonorité s'imite à moins de frais aujourd'hui avec des registres « xylophone » ou « marimba » d'un orgue électronique.
La musique de cirque a aussi tiré parti du xylophone, parfois en soliste sur des compositions demandant beaucoup de virtuosité comme le Galop du Cirque Renz (« Errinerung an zirkus Renz », 1894), de Gustav Peter (de).

### Musique de film
Les bandes originales de dessins animés comme ceux de Walt Disney (Fantasia) ou Tex Avery introduisent régulièrement le xylophone, soit instrument soliste, soit en accompagnement.

### Quelques xylophonistes
Red Norvo, Ruth Underwood, Kurt Engel, Teddy Brown, Ralph Heid (de), Jean-Michel Davis de l'ensemble Les Primitifs du futur,
Beaucoup de vibraphonistes célèbres ont commencé par le xylophone ou jouent des deux instruments comme Fats Sadi et Lionel Hampton
L'ensemble musical Steve Reich and Musicians comme Bob Becker (membre fondateur du groupe), mais aussi Tim Ferchen, Russell Hartenberger, Garry Kvistad.
Trois des cinq musiciens du groupe de rock progressif britannique Gentle Giant jouaient entre autres de cet instrument (Kerry Minnear, John Weathers et Gary Green).

## Pédagogie musicale
Des xylophones simples, allant du jouet à quatre lames à l'instrument diatonique d'une octave avec lames peintes de couleurs à suivre sur une partition simplifiée, servent fréquemment comme instrument d'initiation musicale des jeunes enfants et en musicothérapie notamment dans les écoles Montessori. Le xylophone faisait aussi partie de la pédagogie musicale de Carl Orff. Des instruments à lames amovibles sont notamment utilisés et permettent de simplifier les instruments pour les premiers contacts et l'apprentissage actif de la constitution d'un instrument de musique. Les instruments réduits à une lame servent aux premières expériences rythmiques. Selon l'intervalle des lames qu'on ajoute, la découverte s'oriente vers le perfectionnement du rythme, la mélodie ou l'harmonie. L'apprentissage de la distinction des timbres se fait en écoutant des instruments similaires, dont certains ont des lames en métal, d'autres en bois.
Des pédagogies musicales pour enfants plus âgés utilisent aussi le xylophone comme instrument d'initiation.